# San Gavino Monreale
San Gavino Monreale (sardisk: Santu 'Èngiu) er en by og en kommune (comune) i provinsen Sud Sardegna i regionen Sardinien i Italien. Byen ligger i 54 meters højde og har 8.671 indbyggere (2016). Kommunen har et areal på 87,40 km² og grænser til kommunerne Gonnosfanadiga, Guspini, Pabillonis, Sanluri, Sardara og Villacidro.